# La morte e la fanciulla (Baldung)
La morte e la fanciulla (in tedesco Der Tod und das Mädchen) è un'opera dipinta tra il 1518 e il 1520 dal pittore tedesco Hans Baldung (anche noto come Hans Baldung Grien). È conservata al museo d'arte di Basilea, in Svizzera, nelle cui collezioni si trova un'altra tavola baldunghiana su questo tema, La morte e la donna.

## Descrizione
Baldung fu un allievo e un protetto di Albrecht Dürer e riprese buona parte dello stile e dei temi dureriani, ma con maggiore espressionismo e una fantasia peculiare.
L'opera ritrae un tema popolare nell'arte rinascimentale tedesca, che Baldung affrontò varie volte, quello della morte prematura di una donna giovane, spesso con delle sfumature erotiche. Questo nudo baldunghiano è una tra le prime opere note che ritraggono i peli pubici, visibili attraverso un velo sottile e trasparente, nell'arte moderna europea. In questa versione la Morte ha afferrato per i capelli una donna giovane e voluttuosa e sta indicando in basso una tomba aperta con un gesto di finta benedizione. Sopra la sua testa sono scritte le parole Hie must du yn, ossia "Devi andare qui". La vittima che piange con angoscia, ormai consapevole del suo destino, unisce le sue mani in preghiera come se stesse implorando di avere salva la vita.